# Pic Tianzhu (Dahong)
Le pic Tianzhu (chinois simplifié 天柱峰 ; chinois traditionnel 天柱峰 ; pinyin tiān zhù fēng) est le sommet le plus élevé des monts Dahong dans le Hubei, il culmine à 1 050 m d'altitude.

## Homonymie
De nombreux monts et sommets de Chine portent le nom de Tianzhu (littéralement : « colonne qui soutient le ciel »), tels le mont Tianzhu dans l'Anhui, le pic Tianzhu des monts Wudang, etc.